# Spoorlijn 57 (België)
Spoorlijn 57 is een Belgische spoorlijn tussen Aalst en Lokeren van 27 km lang, die geopend werd tussen 1853 en 1856. Tussen Aalst en Oudegem werd de spoorlijn opgebroken in 1964.

## Geschiedenis
De sectie Aalst-Oudegem werd aangelegd in 1856 als onderdeel van de lijn Aat-Dendermonde-Lokeren. Drie jaar later volgde de sectie Dendermonde-Lokeren. In Lokeren stopte treinen echter niet in het station Lokeren maar in het kopstation Dender & Waas die vlak naast het station van Lokeren lag. Dit was echter maar van korte dure, want niet veel later werd er een verbinding gelegd tussen de spoorlijn 59 (Antwerpen - Gent) en spoorlijn 57, waardoor treinen uit Aalst en Dendermonde nu ook konden stoppen in het station Lokeren en verder. Station Dender & Waas werd een goederenstation. Tussen Oudegem en Dendermonde loopt de lijn samen met spoorlijn 53. In 1964 werd de sectie Aalst-Oudegem gesloten. In 1972 werd ook het 14,7 km lange stuk tussen Dendermonde en Lokeren bedreigd met sluiting aangezien in Lokeren spoorlijn 59 op een verhoogde baan werd gelegd. Treinen uit Dendermonde konden dus niet meer stoppen in het station van Lokeren, en moesten dus terug stoppen in het station Dender & Waas. Men achtte de nodige investeringen in lijn 57 te hoog wegens de lage rentabiliteit. Na hevig protest van de gemeente Zele en verzet tegen de sluiting vanuit de legertop werd besloten het baanvak te behouden en tevens te moderniseren. Op 28 mei 1976 vertrok 4402 als laatste trein vanuit Dendermonde richting Lokeren, het baanvak werd gesloten en de modernisering begon. In 1981 werd het geëlektrificeerde baanvak heropend en de baanvaksnelheid van 90 kilometer per uur naar 120 gebracht. In Aalst (1904-1962) , Zele (1891-1953) en Lokeren (1901-1942) waren er vroeger aansluitingen met de buurtspoorwegen.

## Heropening sectie Aalst-Dendermonde
In maart 2018 werd bekendgemaakt dat Infrabel, de infrastructuurbeheerder van de Belgische spoorwegen, een studie liet uitvoeren voor een investeringsplan waarbij ook de heraanleg van de sectie Aalst-Dendermonde van spoorlijn 57 wordt bekeken. In mei 2018 werd aangekondigd dat een half miljoen euro werd uitgetrokken voor de spoorlijn in het kader van een investeringsprogramma in prioriteiten in de spoorinfrastructuur. Het was tevens voor het eerst dat de financiering daarvoor van de Vlaamse overheid kwam en niet de federale.

## Sluiting sectie Lokeren-Dendermonde
In september 2021 lekte uit dat Infrabel overwoog om de sectie Lokeren-Dendermonde te sluiten, samen met drie andere spoorlijnen. Dit zou komen door de besparingen die de federale overheid het spoorwegbedrijf wou opleggen. Door de vele kritiek van lokale besturen werd bekendgemaakt dat Infrabel de sectie toch niet zou sluiten.

## Treindiensten
De NMBS verzorgt het personenvervoer met IC- en S-treinen.
| Treinsoort | Route                                                               | Bijzonderheden                                                                                    |
| ---------- | ------------------------------------------------------------------- | ------------------------------------------------------------------------------------------------- |
| IC 20      | Lokeren - Dendermonde - Brussel - Aalst - Gent-Sint-Pieters         | Rijdt enkel in het weekend van/naar Lokeren                                                       |
| IC 26      | Sint-Niklaas - Lokeren - Dendermonde - Brussel - Doornik - Kortrijk | Rijdt alleen op werkdagen, laatste rit stopt bijkomend in elk station tussen Jette en Dendermonde |
| S34        | Antwerpen-Centraal - Sint-Niklaas - Lokeren (- Dendermonde)         | Enkel tijdens de spits van/naar Dendermonde                                                       |

## Aansluitingen
In de volgende plaatsen is of was er een aansluiting op de volgende spoorlijnen:
Aalst
Spoorlijn 50 tussen Brussel-Noord en Gent-Sint-Pieters
Spoorlijn 61 tussen Kontich /Mortsel en Aalst
Spoorlijn 82 tussen Aalst en Ronse
Oudegem
Spoorlijn 53 tussen Schellebelle en Leuven
Dendermonde
Spoorlijn 52 tussen Dendermonde en Antwerpen-Zuid
Spoorlijn 53 tussen Schellebelle en Leuven
Spoorlijn 60 tussen Y Jette en Dendermonde
Y Grembergen
Spoorlijn 56 tussen Y Grembergen en Sint-Niklaas
Lokeren
Spoorlijn 59 tussen Y Oost-Berchem en Gent-Dampoort
Spoorlijn 77A tussen Lokeren en Moerbeke-Waas